# Beit Lubavitch Porto Alegre
O Beit Lubavitch de Porto Alegre é uma sinagoga e centro comunitário judaico localizado no bairro Rio Branco, em Porto Alegre, Brasil. Fundado em 1981 pelo Rabino Mendel Liberow e sua esposa Miriam, o centro é afiliado ao movimento Chabad Lubavitch, uma vertente do judaísmo ortodoxo hassídico. 

## História
Em março de 1981, o Rabino Mendel Liberow e sua esposa Miriam chegaram a Porto Alegre com a missão de fortalecer a vida judaica na região  . Desde então, o Beit Lubavitch tem servido como um ponto de referência para judeus locais e visitantes, oferecendo serviços religiosos, educação judaica e programas comunitários.

## Atividades
O centro oferece uma variedade de atividades, incluindo :
- Serviços religiosos diários e nas festividades judaicas;
- Aulas de Torá e estudos judaicos para todas as idades;
- Programas para jovens e adultos;
- Eventos culturais e celebrações das festas judaicas;
- Serviços de assistência comunitária.

Além disso, o Beit Lubavitch mantém um mikvê (banho ritual) e fornece informações e suporte para turistas judeus que visitam Porto Alegre .